# Fortitudo Agrigento 2022-2023
La Fortitudo Agrigento nel 2022-2023 ha disputato il campionato di Serie A2.

## Verdetti stagionali
- Serie A2: (33 partite)

Girone Verde: 7º su 13 squadre (12-12);
Girone Bianco: 13º su 26 squadre (5-1);
play-off: eliminato nei quarti di finale (0-3).
- Supercoppa LNP: (2 partite)

eliminatorie: 3º nel Girone Giallo (1-1).

## Roster
| Fortitudo Agrigento | Fortitudo Agrigento |
| Giocatori           | Staff tecnico       |
| ------------------- | ------------------- |

| N. | Naz.                                     | Ruolo | Nome                  | Anno | Alt.   | Peso   |  |
| -- | ---------------------------------------- | ----- | --------------------- | ---- | ------ | ------ |  |
| 0  | Stati Uniti (bandiera)                   | A     | Kevin Marfo           | 1997 | 203 cm | 112 kg |  |
| 1  | Italia (bandiera)                        | A     | Lorenzo Ambrosin      | 1997 | 195 cm | 90 kg  |  |
| 3  | Italia (bandiera)                        | GA    | Sadio Soumalia Traoré | 2004 | 200 cm | 94 kg  |  |
| 5  | Italia (bandiera)                        | P     | Alessandro Grande     | 1994 | 185 cm | 78 kg  |  |
| 8  | Italia (bandiera)                        | P     | Giuseppe Cuffaro      | 1998 | 181 cm | 79 kg  |  |
| 11 | Italia (bandiera)                        | A     | Cosimo Costi          | 2000 | 203 cm | 90 kg  |  |
| 12 | Italia (bandiera) · Argentina (bandiera) | A     | Albano Chiarastella   | 1985 | 195 cm | 92 kg  |  |
| 17 | Italia (bandiera)                        | G     | Luca Bellavia         | 2002 | 190 cm | 80 kg  |  |
| 18 | Estonia (bandiera)                       | A     | Mait Peterson         | 2002 | 208 cm | 80 kg  |  |
| 23 | Italia (bandiera)                        | A     | Nicolas Mayer         | 2001 | 190 cm | 80 kg  |  |
| 24 | Stati Uniti (bandiera)                   | G     | Daeshon Francis       | 1996 | 193 cm | 88 kg  |  |
| 34 | Italia (bandiera)                        | A     | Matteo Negri          | 1991 | 195 cm | 88 kg  |  |
|    | Argentina (bandiera)                     | AP    | Tomas Fernandez Lang  |      |        |        |  |
|    | Italia (bandiera)                        | P     | Matteo Imbrò          | 1994 |        |        |  |

| Allenatore                                                                     |
| - Devis Cagnardi                                                               |
| Assistente/i                                                                   |
| - Giacomo Cardelli Legenda - (C) Capitano - (IN) Inattivo - Infortunato Roster |

### Organigramma
- Organigramma societario
  - Presidente: Gabriele  Moncada
  - Vice Presidente: Angelo Iacono Quarantino
  - Direttore Sportivo: Cristian Mayer
  - Team Manager: Guglielmo Fiannaca
  - Ufficio Stampa: Marco Gallo
  - Marketing ed Eventi: Laura Vento

- Staff tecnico
  - Allenatore: Devis Cagnardi
  - Assistente allenatore: Giacomo Cardelli
  - Preparatore fisico: Gianluca Amato
  - Massofisioterapista: Damiano Alba

## Statistiche

### Girone Verde
| Nome                  | Pun | G  | Min | Falli | Falli | Tiri da 2 | Tiri da 2 | Tiri da 2 | Tiri da 3 | Tiri da 3 | Tiri da 3 | Tiri Liberi | Tiri Liberi | Tiri Liberi | Rimbalzi | Rimbalzi | Rimbalzi | Stop | Stop | Palle | Palle | Ass |
| Nome                  | Pun | G  | Min | C     | S     | R         | T         | %         | R         | T         | %         | R           | T           | %           | O        | D        | T        | D    | S    | P     | R     | Ass |
| --------------------- | --- | -- | --- | ----- | ----- | --------- | --------- | --------- | --------- | --------- | --------- | ----------- | ----------- | ----------- | -------- | -------- | -------- | ---- | ---- | ----- | ----- | --- |
| Alessandro Grande     | 441 | 24 | 800 | 65    | 79    | 73        | 132       | 55        | 86        | 210       | 41        | 37          | 54          | 69          | 9        | 57       | 66       | 0    | 3    | 70    | 40    | 81  |
| Lorenzo Ambrosin      | 394 | 24 | 670 | 91    | 98    | 74        | 169       | 44        | 58        | 148       | 39        | 72          | 97          | 74          | 23       | 58       | 81       | 5    | 7    | 29    | 32    | 56  |
| Kevin Marfo           | 339 | 24 | 658 | 76    | 95    | 114       | 208       | 55        | 3         | 7         | 43        | 102         | 131         | 78          | 73       | 123      | 196      | 9    | 9    | 76    | 19    | 47  |
| Daeshon Francis       | 267 | 24 | 726 | 72    | 68    | 91        | 144       | 63        | 13        | 45        | 29        | 46          | 77          | 60          | 31       | 70       | 101      | 10   | 7    | 57    | 31    | 64  |
| Cosimo Costi          | 206 | 22 | 460 | 45    | 47    | 37        | 66        | 56        | 27        | 84        | 32        | 51          | 63          | 81          | 13       | 59       | 72       | 7    | 4    | 21    | 19    | 14  |
| Albano Chiarastella   | 112 | 24 | 850 | 62    | 37    | 25        | 52        | 48        | 18        | 47        | 38        | 8           | 14          | 57          | 21       | 136      | 157      | 1    | 1    | 53    | 43    | 120 |
| Matteo Negri          | 103 | 22 | 317 | 44    | 36    | 19        | 44        | 43        | 13        | 35        | 37        | 26          | 32          | 81          | 7        | 16       | 23       | 1    | 2    | 20    | 5     | 20  |
| Mait Peterson         | 71  | 22 | 306 | 36    | 14    | 27        | 56        | 48        | 1         | 6         | 17        | 14          | 15          | 93          | 14       | 28       | 42       | 5    | 1    | 20    | 8     | 15  |
| Nicolas Mayer         | 3   | 11 | 28  | 4     | 0     | 0         | 1         | 0         | 1         | 5         | 20        | 0           | 1           | 0           | 0        | 0        | 0        | 0    | 0    | 4     | 1     | 2   |
| Luca Bellavia         | 2   | 7  | 18  | 3     | 1     | 0         | 1         | 0         | 0         | 1         | 0         | 2           | 2           | 100         | 0        | 2        | 2        | 0    | 0    | 2     | 1     | 2   |
| Sadio Soumalia Traore | 2   | 4  | 17  | 5     | 1     | 1         | 2         | 50        | 0         | 1         | 0         | 0           | 0           | 0           | 1        | 3        | 4        | 0    | 0    | 2     | 0     | 1   |

### Girone Bianco
| Nome                  | Pun | G | Min | Falli | Falli | Tiri da 2 | Tiri da 2 | Tiri da 2 | Tiri da 3 | Tiri da 3 | Tiri da 3 | Tiri Liberi | Tiri Liberi | Tiri Liberi | Rimbalzi | Rimbalzi | Rimbalzi | Stop | Stop | Palle | Palle | Ass |
| Nome                  | Pun | G | Min | C     | S     | R         | T         | %         | R         | T         | %         | R           | T           | %           | O        | D        | T        | D    | S    | P     | R     | Ass |
| --------------------- | --- | - | --- | ----- | ----- | --------- | --------- | --------- | --------- | --------- | --------- | ----------- | ----------- | ----------- | -------- | -------- | -------- | ---- | ---- | ----- | ----- | --- |
| Lorenzo Ambrosin      | 109 | 6 | 188 | 19    | 26    | 17        | 30        | 57        | 16        | 45        | 36        | 27          | 28          | 96          | 8        | 22       | 30       | 2    | 2    | 4     | 14    | 19  |
| Alessandro Grande     | 104 | 6 | 194 | 17    | 14    | 12        | 32        | 38        | 24        | 51        | 47        | 8           | 8           | 100         | 5        | 7        | 12       | 0    | 0    | 10    | 6     | 21  |
| Cosimo Costi          | 63  | 6 | 140 | 5     | 16    | 15        | 26        | 58        | 5         | 27        | 19        | 18          | 23          | 78          | 2        | 16       | 18       | 4    | 1    | 8     | 4     | 5   |
| Kevin Marfo           | 63  | 6 | 131 | 12    | 11    | 26        | 48        | 54        | 0         | 1         | 0         | 11          | 16          | 69          | 13       | 17       | 30       | 1    | 1    | 16    | 4     | 9   |
| Daeshon Francis       | 56  | 6 | 138 | 15    | 14    | 20        | 32        | 63        | 2         | 12        | 17        | 10          | 17          | 59          | 5        | 17       | 22       | 4    | 2    | 7     | 10    | 16  |
| Mait Peterson         | 51  | 6 | 99  | 16    | 2     | 17        | 30        | 57        | 5         | 10        | 50        | 2           | 2           | 100         | 7        | 7        | 14       | 2    | 1    | 5     | 2     | 4   |
| Albano Chiarastella   | 34  | 6 | 194 | 18    | 11    | 6         | 8         | 75        | 6         | 14        | 43        | 4           | 4           | 100         | 2        | 40       | 42       | 0    | 0    | 8     | 9     | 26  |
| Matteo Negri          | 26  | 6 | 94  | 12    | 7     | 5         | 13        | 38        | 4         | 9         | 44        | 4           | 5           | 80          | 1        | 8        | 9        | 0    | 0    | 6     | 2     | 3   |
| Luca Bellavia         | 0   | 2 | 3   | 0     | 0     | 0         | 0         | 0         | 0         | 0         | 0         | 0           | 0           | 0           | 0        | 1        | 1        | 0    | 0    | 2     | 0     | 0   |
| Nicolas Mayer         | 0   | 4 | 13  | 3     | 0     | 0         | 1         | 0         | 0         | 2         | 0         | 0           | 0           | 0           | 0        | 2        | 2        | 0    | 0    | 0     | 0     | 0   |
| Thomas Fernandez      | 0   | 2 | 3   | 0     | 0     | 0         | 0         | 0         | 0         | 1         | 0         | 0           | 0           | 0           | 0        | 0        | 0        | 0    | 0    | 1     | 0     | 0   |
| Sadio Soumalia Traore | 0   | 2 | 3   | 0     | 0     | 0         | 0         | 0         | 0         | 0         | 0         | 0           | 0           | 0           | 0        | 0        | 0        | 0    | 0    | 0     | 0     | 0   |

### Play-off
| Nome                  | Pun | G | Min | Falli | Falli | Tiri da 2 | Tiri da 2 | Tiri da 2 | Tiri da 3 | Tiri da 3 | Tiri da 3 | Tiri Liberi | Tiri Liberi | Tiri Liberi | Rimbalzi | Rimbalzi | Rimbalzi | Stop | Stop | Palle | Palle | Ass |
| Nome                  | Pun | G | Min | C     | S     | R         | T         | %         | R         | T         | %         | R           | T           | %           | O        | D        | T        | D    | S    | P     | R     | Ass |
| --------------------- | --- | - | --- | ----- | ----- | --------- | --------- | --------- | --------- | --------- | --------- | ----------- | ----------- | ----------- | -------- | -------- | -------- | ---- | ---- | ----- | ----- | --- |
| Lorenzo Ambrosin      | 51  | 3 | 101 | 12    | 16    | 7         | 19        | 37        | 7         | 19        | 37        | 16          | 19          | 84          | 6        | 4        | 10       | 1    | 1    | 4     | 5     | 8   |
| Matteo Imbro          | 40  | 3 | 78  | 7     | 10    | 3         | 7         | 43        | 7         | 23        | 30        | 13          | 13          | 100         | 1        | 4        | 5        | 0    | 0    | 7     | 3     | 7   |
| Alessandro Grande     | 39  | 3 | 98  | 11    | 11    | 4         | 11        | 36        | 9         | 29        | 31        | 4           | 5           | 80          | 3        | 3        | 6        | 0    | 1    | 6     | 3     | 9   |
| Albano Chiarastella   | 24  | 3 | 113 | 6     | 6     | 5         | 8         | 63        | 4         | 7         | 57        | 2           | 2           | 100         | 2        | 22       | 24       | 1    | 1    | 6     | 2     | 11  |
| Kevin Marfo           | 24  | 3 | 48  | 7     | 6     | 8         | 15        | 53        | 1         | 1         | 100       | 5           | 7           | 71          | 3        | 6        | 9        | 0    | 1    | 3     | 2     | 3   |
| Cosimo Costi          | 24  | 3 | 88  | 8     | 4     | 7         | 16        | 44        | 2         | 13        | 15        | 4           | 6           | 67          | 5        | 14       | 19       | 0    | 1    | 4     | 2     | 4   |
| Mait Peterson         | 13  | 3 | 65  | 7     | 1     | 5         | 12        | 42        | 1         | 2         | 50        | 0           | 0           | 0           | 3        | 5        | 8        | 0    | 1    | 3     | 2     | 4   |
| Daeshon Francis       | 2   | 1 | 18  | 2     | 0     | 1         | 2         | 50        | 0         | 0         | 0         | 0           | 0           | 0           | 0        | 1        | 1        | 0    | 0    | 3     | 1     | 3   |
| Matteo Negri          | 2   | 2 | 15  | 1     | 2     | 1         | 2         | 50        | 0         | 1         | 0         | 0           | 0           | 0           | 0        | 1        | 1        | 0    | 0    | 1     | 0     | 0   |
| Sadio Soumalia Traore | 2   | 1 | 1   | 0     | 0     | 1         | 1         | 100       | 0         | 0         | 0         | 0           | 0           | 0           | 0        | 0        | 0        | 0    | 0    | 0     | 0     | 0   |